# Czepiak ciemny
Czepiak ciemny (Ateles fusciceps) – gatunek ssaka naczelnego z podrodziny czepiaków (Atelinae) w obrębie rodziny czepiakowatych (Atelidae) występujący w Ameryce Środkowej i północnej Ameryce Południowej.

## Zasięg występowania
Czepiak ciemny występuje w zależności od podgatunku:
- A. fusciceps fusciceps – czepiak ciemny – północno-zachodni Ekwador, obecnie ograniczony do dwóch pozostałych populacji występujących na zachód od Andów.
- A. fusciceps rufiventris – czepiak czarnogłowy – wschodnia Panama (zbocza od strony Oceanu Atlantyckiego) oraz zachodnia i południowo-zachodnia Kolumbia.

## Taksonomia
Gatunek po raz pierwszy naukowo opisał w 1866 roku angielski zoolog John Edward Gray nadając mu nazwę Ateles fusciceps. Miejsce typowe według oryginalnego opisu to „Ameryka Południowa” (ang. South America), ograniczone w 1944 roku przez Remingtona Kellogga i Edwarda Alfonso Goldmana na hacjendę Chinipamba, w pobliżu Peñaherrera, na wysokości 1500 m n.p.m., w prowincji Imbabura, w północno-zachodnim Ekwadorze. Holotyp to młodociana samica (sygnatura BMNH Mammals 1855.12.24.35) ze zbiorów Muzeum Historii Naturalnej w Londynie. Podgatunek formalnie opisał w 1872 roku angielski ornitolog Philip Lutley Sclater jako odrębny gatunek i nadając mu nazwę Ateles rufiventris. Miejsce typowe to rzeka Atrato, Darién, Kolumbia. Holotyp to młodociana samica (sygnatura BMNH Mammals 1876.1.31.24) ze zbiorów Muzeum Historii Naturalnej w Londynie; okaz zebrany w 1870 roku.
Takson rufiventris uważany jest czasem za odrębny gatunek. W Panamie istnieje strefa mieszańców pomiędzy rufiventris i A. geoffroyi ornatus, chociaż badania cytogenetyczne wykazały, że rufiventris jest reprodukcyjnie odizolowany od A. geoffroyi. W 1975 roku argumentowano, że forma robustus jest młodszym synonimem rufiventris.
Autorzy Illustrated Checklist of the Mammals of the World rozpoznają dwa podgatunki.

### Etymologia
- Ateles: gr. ατελης atelēs „niedoskonały”; w aluzji do braku kciuka[16].
- fusciceps: łac. fuscus „ciemny, brązowy”; -ceps „-głowy”, od caput, capitis „głowa”[17].
- rufiventris: nowołac. rufiventris „czerwono-brzuchy”, od łac. rufus „rudy, ryży”; venter, ventris „brzuch”[18].

## Morfologia
Długość ciała (bez ogona) samic 30–54 cm, samców 37–64 cm, długość ogona samic 66–77 cm, samców 71–86 cm; masa ciała samic około 8 kg, samców około 8,6 kg. Posiada długi, chwytny ogon.  Kolor sierści zależy od podgatunku – A. f. fusciceps są brązowo-czarne z brązową głową, podczas gdy A. f. robustus są jednolicie czarne, z kilkoma białymi włosami na podbródku. Futro jest długie i skręcone, wokół oczu białe obwódki.

## Ekologia
Żyje na drzewach w lasach deszczowych. Prowadzi wędrowny tryb życia, dziennie przebywa ok. 18 km w poszukiwaniu jedzenia.
Prowadzą dzienny, nadrzewny tryb życia. Żyją w grupach liczących ok. 20 osobników. Żywią się głównie owocami i liśćmi, ale zjadają też owady, orzechy, nasiona, a czasami jajka.
Po trwającej ok. 227 dni ciąży samica rodzi jedno, ważące 0,4 kg młode, które następnie karmi mlekiem do 20 miesięcy.  Samiec nie bierze udziału w opiece nad potomstwem. Zwierzęta są gotowe do rozrodu w 4 roku życia. Samce cale życie spędzą w swoim stadzie. Samice, gdy dorosną, odchodzą w poszukiwaniu nowej grupy. Czepiaki brązowe dożywają 24 lat.

## Zagrożenie
W Czerwonej księdze gatunków zagrożonych Międzynarodowej Unii Ochrony Przyrody i Jej Zasobów został zaliczony do kategorii EN (ang. endangered ‘zagrożony’). Czepiaki brązowe są zagrożone wyginięciem. Głównym powodem zagrożenia jest wycinka lasów deszczowych.